# Holländisch-Argentinisches Rind
Das Holländisch-Argentinische Rind (Spanisch: Holando-Argentino) ist eine Rinderrasse aus Argentinien, die vom Schwarzbunten Niederungsrind abstammt.
1880 wurden Schwarzbunte Niederungsrinder aus den Niederlanden in die fruchtbaren Regionen der Pampas exportiert.
Seitdem werden sie dort als Zweinutzungsrasse auf Fleisch und Milch gezüchtet.
Heute findet man Holländisch-Argentinische Rinder in den argentinischen Provinzen Buenos Aires, Santa Fe, Córdoba und Entre Ríos, aber auch in den Flussniederungen in Salta, Tucumán, Formosa, Catamarca und Mendoza. Auch in die Nachbarländer wurden sie exportiert. Sie werden vor allem für die Milchproduktion gehalten.
Die „Züchtervereinigung für das Holländisch-Argentinische Rind“ (Asociación Criadores de Holando-Argentino ('ACHA')) wurde 1944 gegründet und gibt die Zuchtziele für die Rasse vor.

## Referenzen
- Overview, SENASA website (cited in Embryo Plus) (spanisch)